# Retro Studios

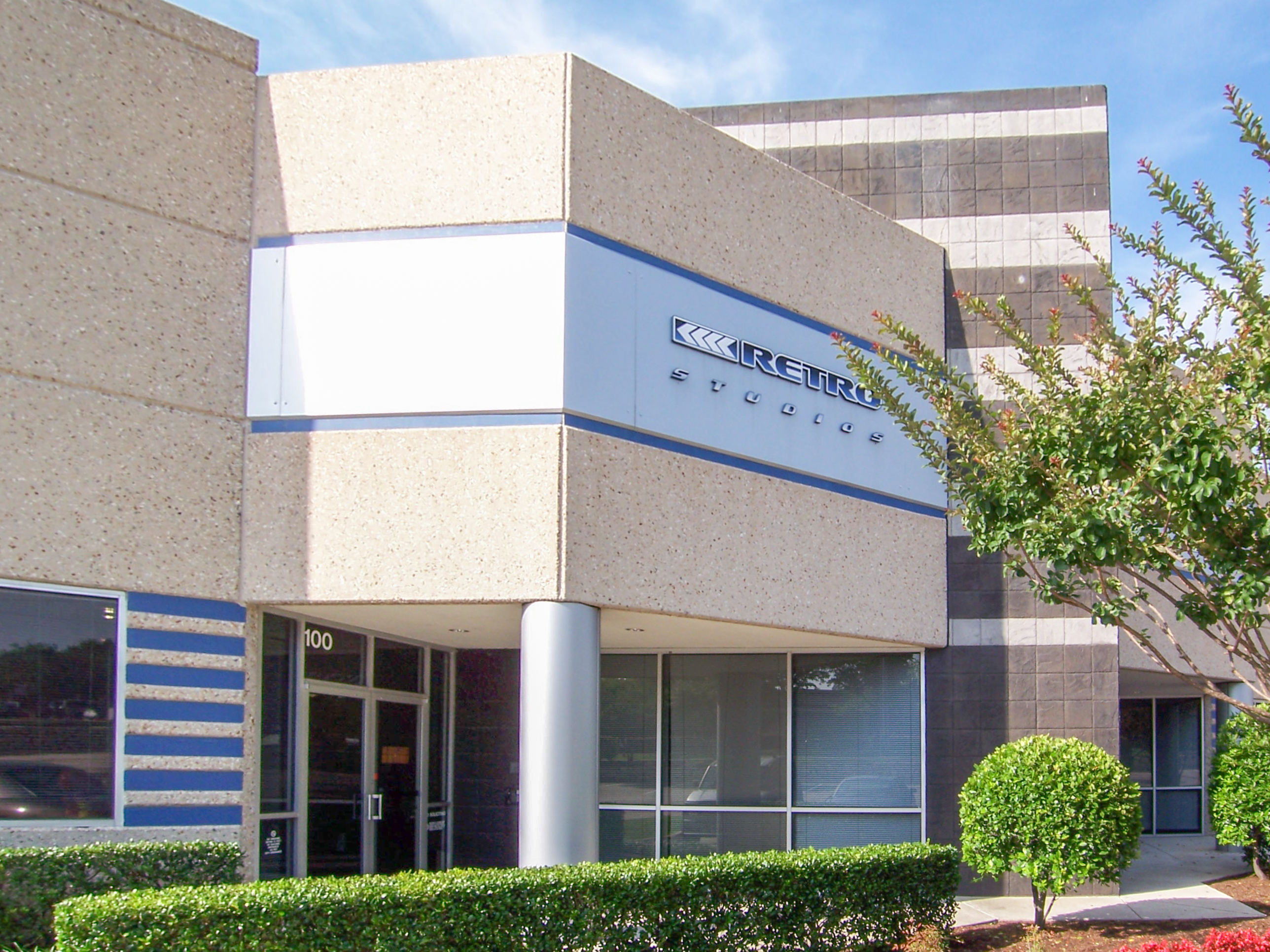
Hauptquartier von Retro Studios

Retro Studios ist ein US-amerikanischer Spieleentwickler mit Sitz in Austin, Texas. Die Firma ist eine Tochtergesellschaft von Nintendo und eines von acht externen bzw. eines von insgesamt 16 First-Party-Entwicklerstudios von Nintendo.

## Geschichte

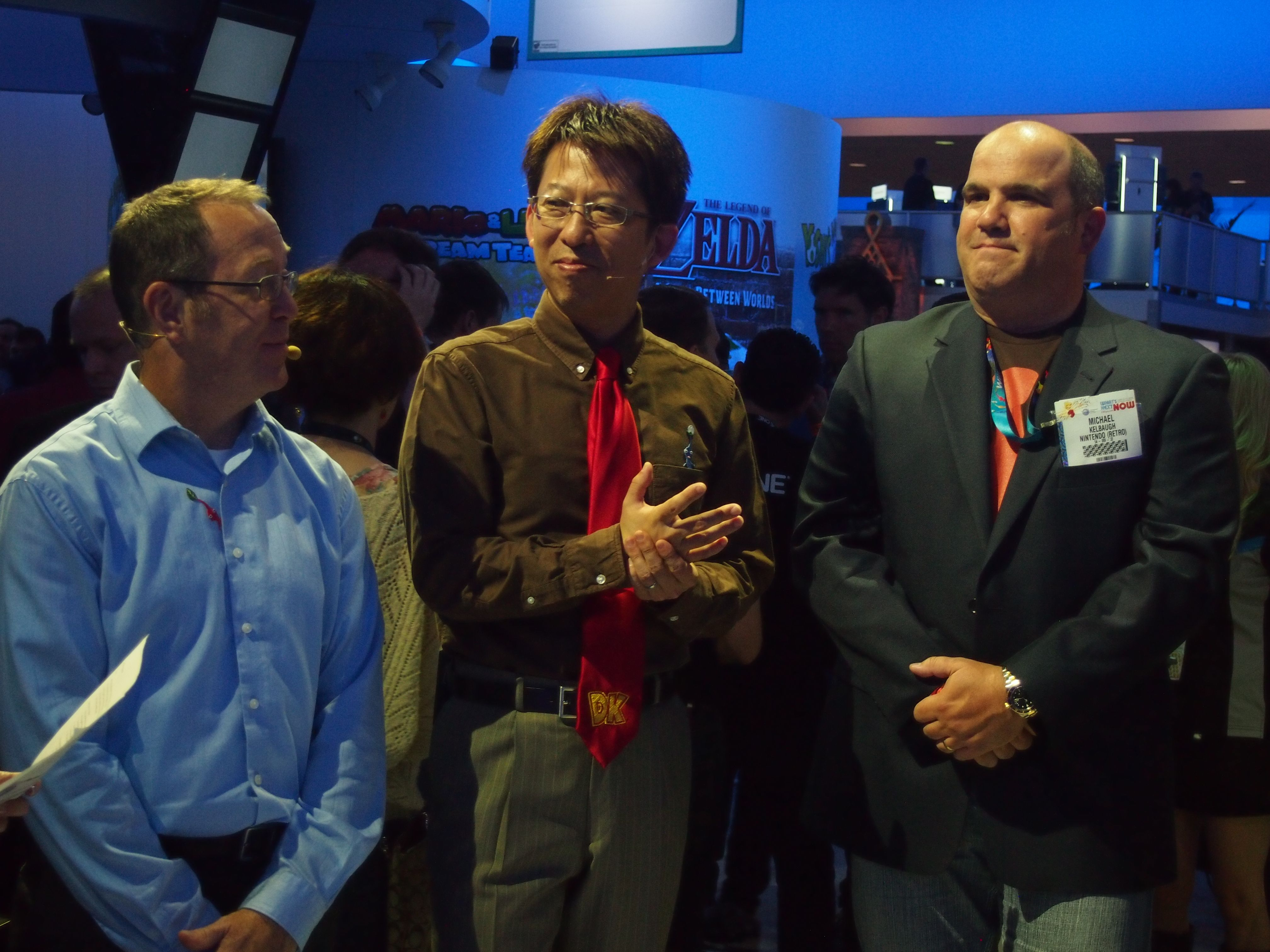
Mitte: Kensuke Tanabe, zuständiger Nintendo-Produzent; rechts: Michael Kelbaugh, Studiospräsident

1995 kaufte Acclaim Entertainment den damals zweitgrößten in Austin beheimateten Software-Hersteller Iguana Entertainment, der später in Acclaim Studios Austin umbenannt wurde. 1998 wurde Jeff Spangenberg, Mitbegründer und Präsident von Iguana Entertainment, entlassen. Mit einigen anderen Angestellten gründete er am 1. Oktober 1998 die Retro Studios, welche 1999 von Nintendo als exklusiver Entwickler verpflichtet wurde.
2001 verkaufte Spangenberg seine Anteile an Nintendo und verließ kurz darauf die Firma. Durch den Verkauf der Anteile wurde Retro Studios nach Nintendo Software Technology der zweite First-Party-Entwickler Nintendos auf dem amerikanischen Kontinent.

## Entwickelte Spiele
| Jahr        | Titel                                | Plattform       |
| ----------- | ------------------------------------ | --------------- |
| 2002        | Metroid Prime                        | GameCube        |
| 2004        | Metroid Prime 2: Echoes              | GameCube        |
| 2007        | Metroid Prime 3: Corruption          | Wii             |
| 2009        | Metroid Prime: Trilogy               | Wii             |
| 2010        | Donkey Kong Country Returns          | Wii             |
| 2011        | Mario Kart 7                         | Nintendo 3DS    |
| 2013        | Donkey Kong Country Returns 3D       | Nintendo 3DS    |
| 2014        | Donkey Kong Country: Tropical Freeze | Wii U           |
| 2018        | Donkey Kong Country: Tropical Freeze | Nintendo Switch |
| 2023        | Metroid Prime Remastered             | Nintendo Switch |
| angekündigt | Metroid Prime 4: Beyond              | Nintendo Switch |